# Leopold Vietoris
Leopold Vietoris, född 4 juni 1891 i Bad Radkersburg, Österrike-Ungern (nuvarande Österrike), död 9 april 2002 i Innsbruck, Österrike, var en österrikisk matematiker, bergsbestigare och krigsveteran under första världskriget. Han var känd för sitt intresse av matematikens historia, sina bidrag till topologin och andra områden inom matematik, däribland Mayer–Vietoris följd, Vietoris–Begles avbildningssats och Vietoris–Rips komplex, och för att vara den bekräftat äldsta mannen någonsin i Österrike med en ålder av 110 år och 309 dagar.

## Biografi
Vietoris studerade matematik och geometri vid Technische Universität Wien. Han blev indragen i första världskriget 1914 i vilket han sårades i september samma år. Den 4 november 1918 blev han en italiensk krigsfånge.
Vietoris blev filosofie kandidat vid Wiens universitet 1920.
Vietoris gifte sig första gången 1928 med Klara Riccabona som avled i samband med parets sjätte dotters födelse 1935. Andra gången var han gift med dennes syster Maria Josefa Vincentia, född von Riccabona zu Reichenfels 18 juli 1901, från 1936 till hennes död 24 mars 2002 vid en ålder av 100 år, vilket är ett av de längsta äktenskapen någonsin.
Vietoris var vetenskapligt aktiv även de sista åren av sitt liv; bl.a. skrev han ett papper på trigonometrisk summa vid 103 års ålder.

## Utmärkelser
Asteroiden 6966 Vietoris är uppkallad efter honom.